# Georgij Jungvald-Khilkevitj
Georgij Jungvald-Khilkevitj (russisk: Георгий Эмильевич Юнгвальд-Хилькевич) (født 22. oktober 1934 i Tasjkent i Sovjetunionen, død 11. november 2015 i Moskva i Rusland) var en sovjetisk filminstruktør, manuskriptforfatter og skuespiller.

## Filmografi
- Opasnyje gastroli (Опасные гастроли, 1969)[2][3]
- D'Artanjan i tri musjketjora (Д'Артаньян и три мушкетёра, 1978)
- Vysje radugi (Выше радуги, 1986)
- Uznik zamka If (Узник замка Иф, 1988)
- Vozvrasjjenije musjketjorov, ili Sokrovisjja kardinala Mazarini (Возвращение мушкетёров, или Сокровища кардинала Мазарини, 2007)